# Lana Pudar
Lana Pudar, född 19 januari 2006 i Mostar, är en bosnisk simmare. Hon tävlar i huvudsak i fjärilsim.

## Biografi
Pudar lärde sig simma som femåring på en simskola. Redan på simskolan uppmärksammades hon av simtränare från den lokala föreningen Kluba Vodeni Sportova Orka; år 2021 tillhörde hon fortfarande samma klubb. Lana Pudars far Velibor Pudar har varit fotbollsmålvakt i Velez Mostar och även fotbollstränare.

## Tävlingshistorik

### Juniortävlingen Mladost 2020
Första gången Pudar fick bred uppmärksamhet var i samband med juniortävlingen Mladost i Zagreb under hösten 2020. Tävlingen hade deltagare från hela Balkanområdet. Hon simmade 100 meter fjäril på 57,86 sekunder och vann sin gren överlägset. Efteråt blev hon kontaktad av bland annat den bosniska Olympiska kommittén samt av ett drivmedelsbolag som ville hjälpa till med sponsring. Pudar fick också erbjudanden om stipendier.

### Junior-EM 2021
Pudar simmade på junior-EM i Rom i juli 2021 och vann medalj i alla tre discipliner som hon ställde upp i. Det blev ett silver på 50 meter fjäril med tiden 26,29 sekunder, ett guld på 100 meter fjäril med tiden 57,56 sekunder och ett silver på 200 meter fjäril med tiden 2 minuter och 9,59 sekunder.

### OS 2021
Pudar var en av sju bosniska olympier som åkte till Tokyo sommaren 2021. Hon tävlade i 100 meter fjäril men åkte ut direkt i försöksheatet. Hon simmade på tiden 58,32 sekunder och hade behövt vara 24 hundradelar snabbare för att nå en semifinal. Hon placerade sig på 19:e plats av 33 simmare.

### Hösten 2021
Under hösten simmade Pudar i kortbane-EM i Kazan. Hon tävlade i 50, 100 och 200 meter fjäril men tog ingen medalj.
Månaden därefter simmade hon i kortbane-VM i Abu Dhabi. Pudar tävlade i samma discipliner som vid EM i Kazan och lyckades bli trea på 200 meter fjäril med tiden 2 minuter och 4,88 sekunder. Medaljen är Bosniens första i ett seniormästerskap i simning. Pudar nådde också final i 100 meter fjäril men blev enbart sjua i finalen på tiden 56,51 sekunder.
I samband med att Pudar vann bronsmedaljen gratulerades hon av fotbollsspelaren Edin Džeko. Han skrev också att det är viktigt att skapa förutsättningar för unga i Bosnien så att de kan växa, utvecklas och vinna medaljer.

### 2022
I juni 2022 var Pudar en av två simmare från Bosnien och Hercegovina vid VM i Budapest. Hon tog sig till final och slutade på sjätte respektive åttonde plats på 200 och 100 meter fjärilsim. Pudar slutade även på 29:e plats på 50 meter fjärilsim. I augusti 2022 pågick Europamästerskapen i simning i Rom där Pudar vann hemlandets första EM-medaljer i simning någonsin. Vid hemkomsten kallades "ett av stadens mirakel" av borgmästaren som även gav henne nycklar till en ny lägenhet. Utrikesministern Bisera Turkovic belönade henne med ett diplomatpass.

### 2023–2024
I december 2023 vid kortbane-EM i Otopeni tog Pudar brons på 200 meter fjärilsim. I februari 2024 vid VM i Doha tog hon brons på 200 meter fjärilsim. Vid EM 2024 i Belgrad tog Pudar silver på 200 meter fjärilsim.